# Kleine kattenstaart
Kleine kattenstaart (Lythrum hyssopifolia) is een eenjarige plant die behoort tot de kattenstaartfamilie (Lythraceae). De soort staat op de Nederlandse Rode Lijst van planten als zeer zeldzaam maar stabiel of toegenomen. De plant komt voor in Eurazië. Daarnaast komt de plant ook voor in Amerika, Australië en Nieuw-Zeeland. De kleine kattenstaart lijkt veel op de kruipkattenstaart (Lythrum junceum), maar heeft kortere kroonbladen en de stempel steekt niet buiten de bloem. De bloem heeft vier tot zes meeldraden.
De plant wordt 5-25 cm hoog en heeft een rechtopstaande of liggend-opgaande stengel. De 2,5 × 0,5 cm grote bladeren zijn lancetvormig. De omhoogstaande bladeren hebben geen of een korte bladsteel en twee priemvormige blaadjes aan de voet.
Bloeitijd is van juli tot september met alleenstaande, roze bloemen. De kroonbladen zijn evenals de kroonbuis 2-3 mm lang. De vrucht is een cilindrische doosvrucht. De zaden blijven zeer lang kiemkrachtig.
De zeldzame kleine kattenstaart komt voor op open, natte, droogvallende grond en soms in verstedelijkt gebied tussen grind.

## Plantensociologie
De kleine kattenstaart is een kensoort voor de dwergbiezen-klasse (Isoeto-Nanojuncetea).